# Linbasta von Lerkaka

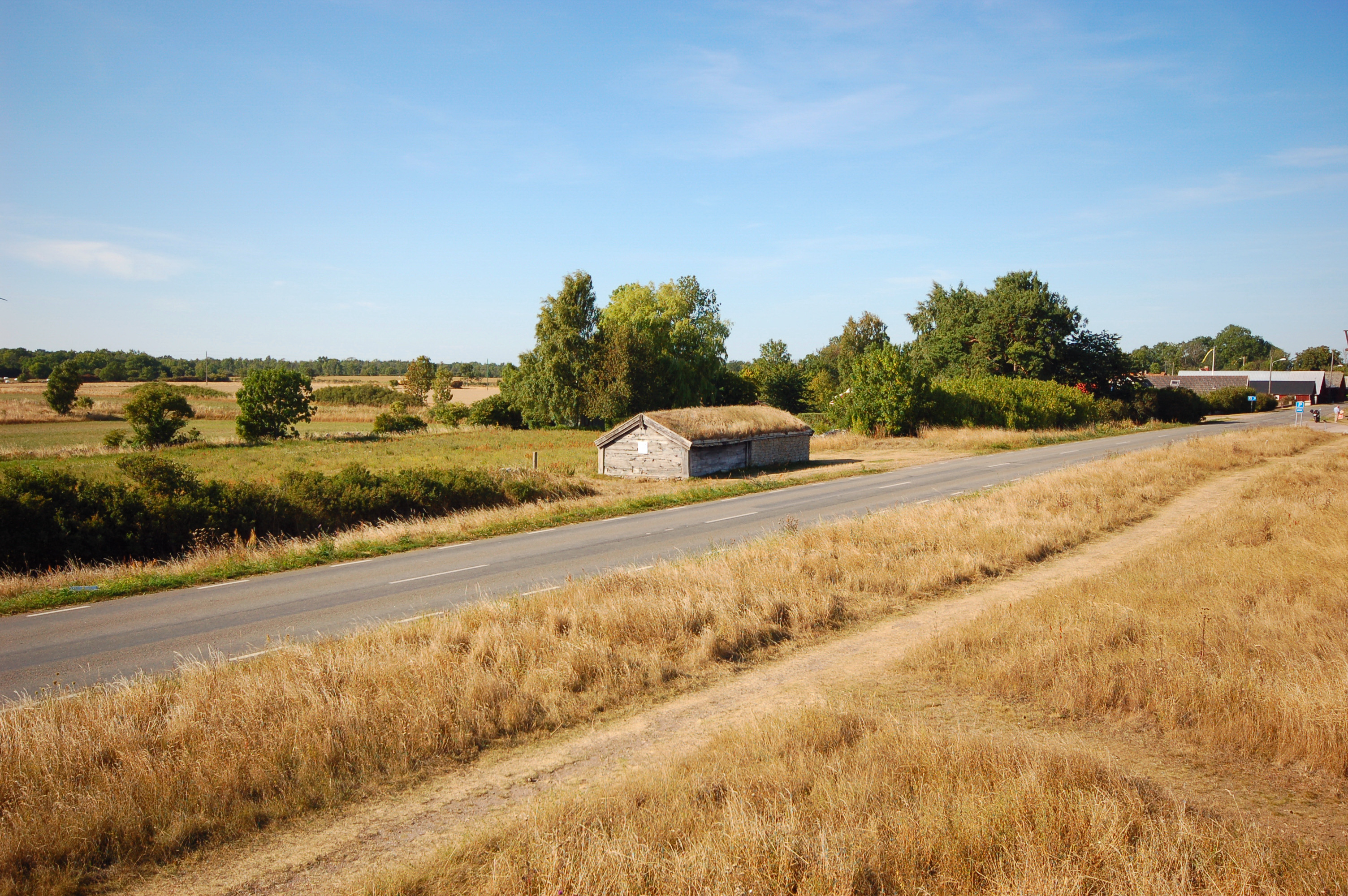
Linbasta von Lerkaka

Die Linbasta von Lerkaka (auch Linbastun) ist die einzige erhaltene Flachsdarre auf Öland. „Lin“ bedeutet Leinen und der Wortteil „basta“ ist eine Verkürzung für „badstuga“ (Badehaus). Die Linbasta von Lerkaka gehört dem Heimatverein von Runsten und ist während des Hochsommers geöffnet. Innen sind Gegenstände und Werkzeuge ausgestellt, die mit der Flachsbehandlung und der Leinenherstellung zu tun haben. Linbastorna bestehen aus einem vorderen, äußeren oder separaten Teil, genannt brydestuan, und einen hinteren Bereich, genannt die Sauna, wo der Ofen war.
Auf dem Festland gibt es unter anderem die Flachsdarren oder Brydestuorna (oder deren Ruinen) in Christtinehofs Slott, Dammtorp, Eljaröd, Finnerödja, Förslöv, Illstorp, Ingelstad, Ljungsåkra, Mästocka und Tånga, die auch von Heimatvereinen betreut werden und eine Darrenruine bei der Kirche von Vårkumla.

## Die Darre
Die Darre wurde in der zweiten Hälfte des 18. Jahrhunderts erbaut und war bis etwa 1920 in Betrieb. Es ist ein langer niedriger Bau mit torfgedecktem Dach. Der nördliche Teil ist aus Stein, während der südliche in Art einer Blockhütte errichtet wurde. Im südlichen Raum befindet sich der große Trockenofen. Der Ofen wurde von einem Bastawächter beaufsichtigt. Da ein Abzug fehlt, sind die Wände verrußt. Der Flachs wurde auf Stangen unter die Decke gehängt. In die Linbasta kam das Landvolk aus der Umgebung, um ihr Leinen zu bereiten.

Andere erhaltene Darren
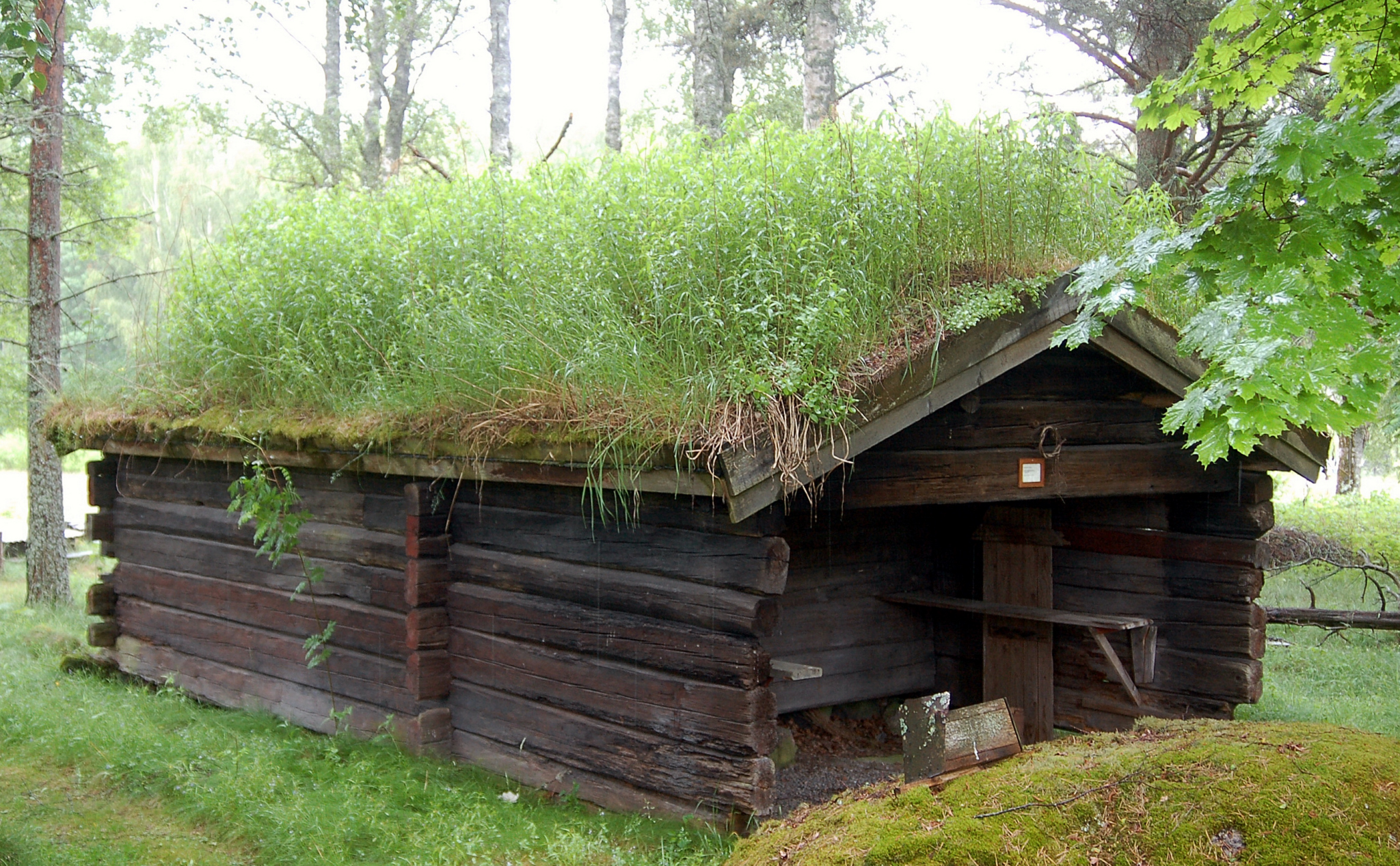
Finnerödja
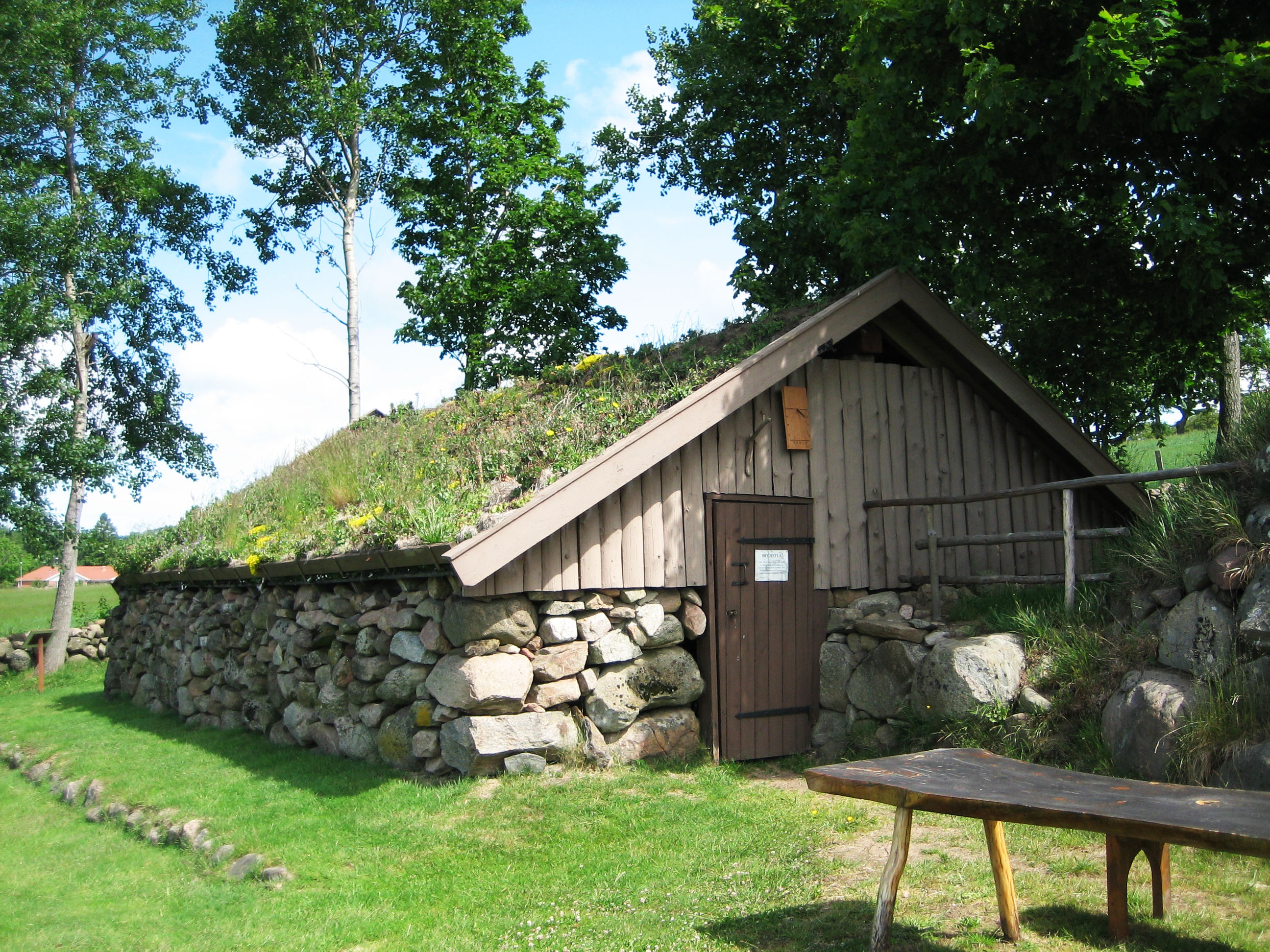
Förslöv
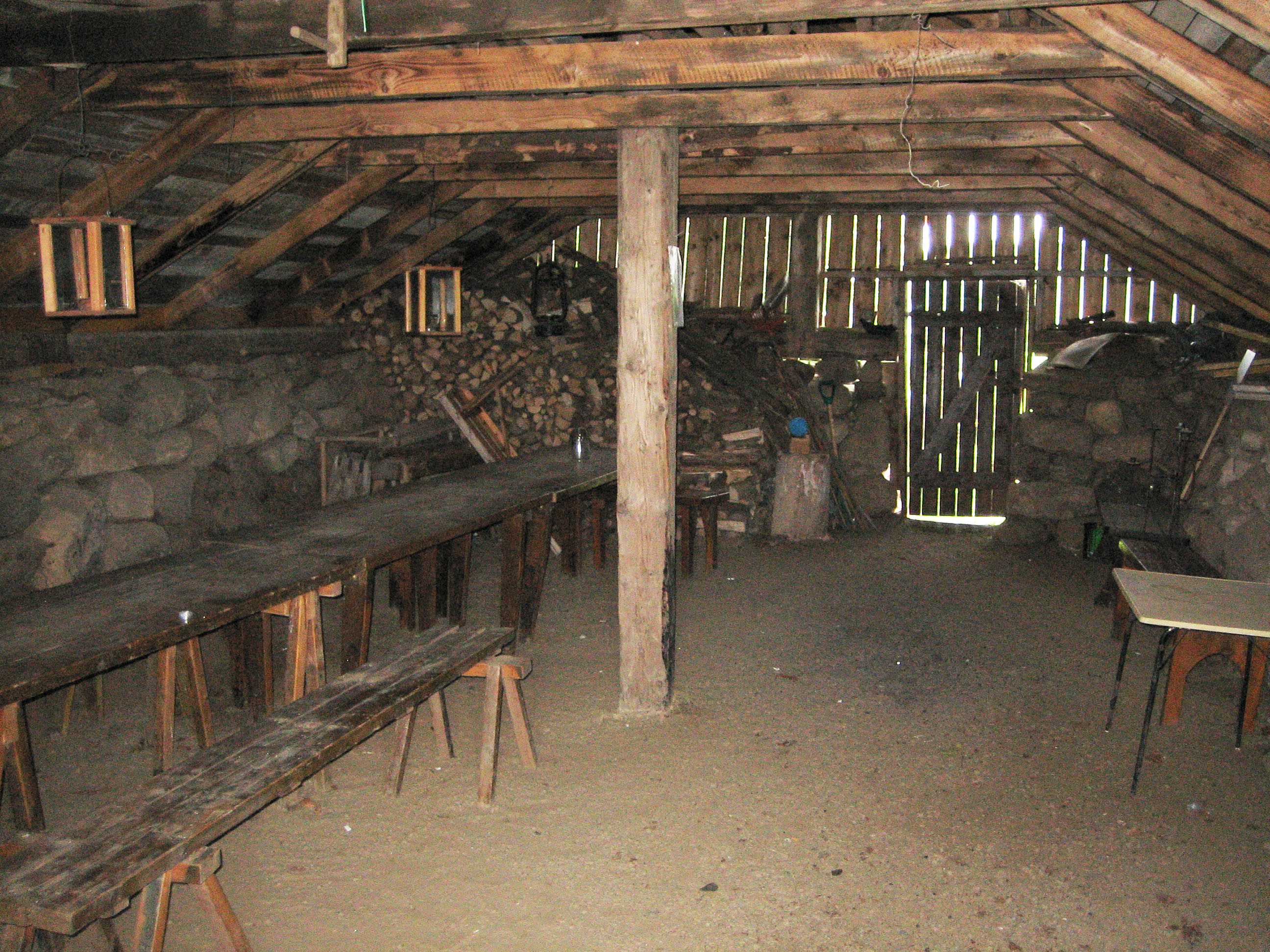
Förslöv
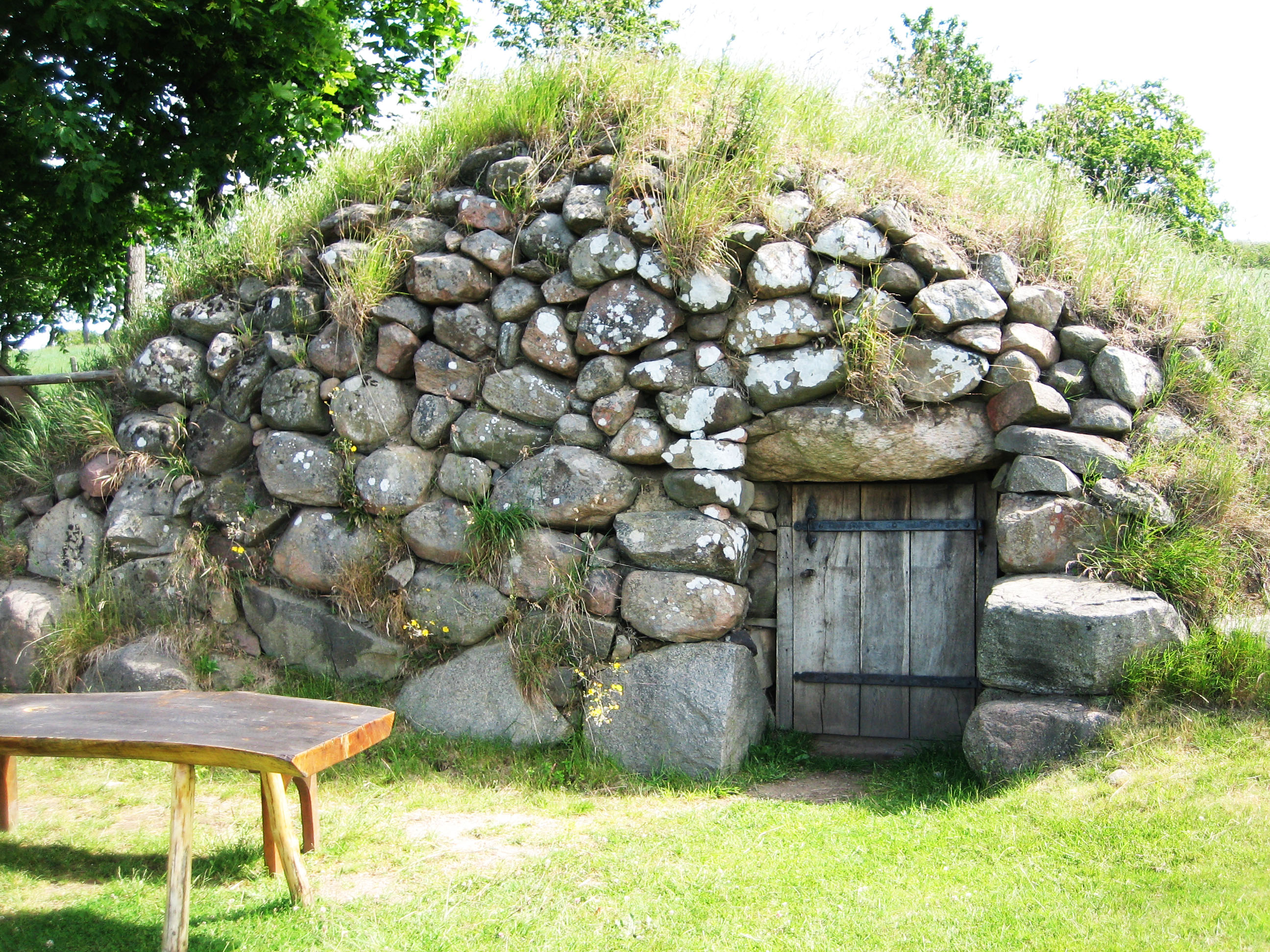
Förslöv

## Das alte Verfahren der Leinenherstellung

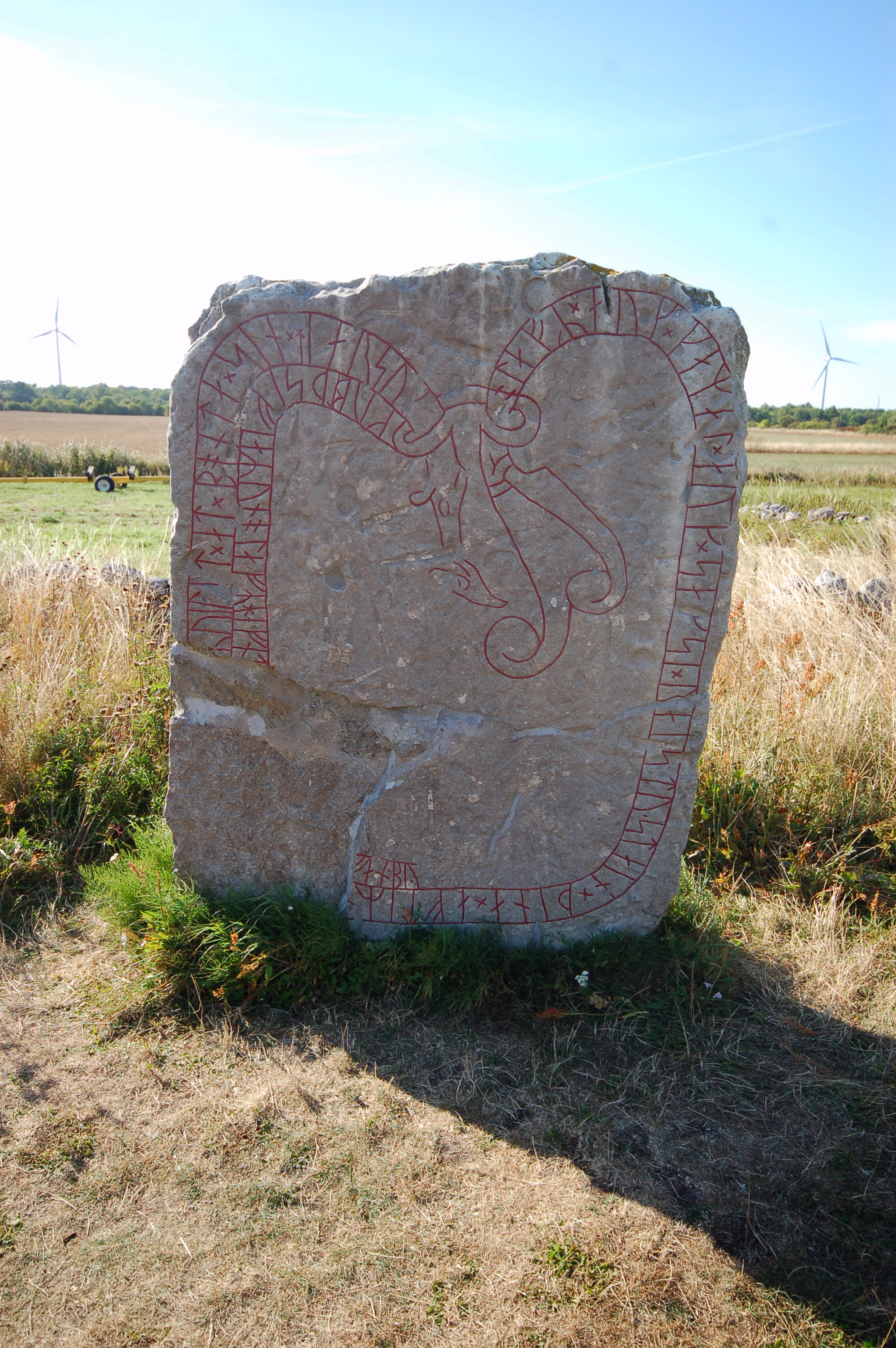
Der Runenstein Öl 37 in Lerkaka

Die Leinenherstellung war eine mit vielen Arbeitsgängen verbundene Prozedur. Nachdem der Flachs getrocknet war, entfernte man die Samen, die als Aussaat, Futter oder zur Medizinherstellung verwendet wurden. Dann breitete man den Flachs auf der befeuchteten Erde aus, oder legte ihn, bis die Fäulnis eingetreten war, ins Wasser. Danach wurde er in der Flachsdarre getrocknet. Dadurch konnte er in einer speziellen Anordnung (bräka) gebrochen werden. Mit einem Schwingmesser aus Holz trennte man den Bast aus den Stängeln. Danach wurde das Material gehächelt, indem man es bündelweise durch einen Eisenkamm zog, anschließend konnte es versponnen werden.

## Geschichte der Leinenherstellung
Die ältesten Anzeichen für Flachsanbau in Schweden stammen aus der Wikingerzeit (800–1150 n. Chr.). Auf Öland wurden Leinenwaren bis zum Ersten Weltkrieg hergestellt. Man baute Flachs oft nur für den Privatgebrauch an. Eine Ausweitung des Anbaus scheiterte laut Linné, daran, dass auf der unter Wassermangel leidenden Insel wenig Möglichkeiten bestanden den Flachs durch Wässern zum Faulen zu bringen und die unter Schutz stehenden Hirsche den Flachs zerstörten, sobald er auszutreiben begann.
Eine relativ gut erhaltene Flachsdarre ist die Flachsdarre von Kirchhorst.

## Umgebung der Darre
Gleich südlich der Linbasta steht ein Runenstein (Öl 37), zum Gedenken an den wohlhabenden Bauern mit Namen Rike Unn. Auf der gegenüberliegenden Seite der Landstraße steht die Lerkaka-Mühlenreihe.